# José Aja
José Manuel Aja Livchich (Montevideo, 10 de mayo de 1993) es un futbolista uruguayo. Es defensa central y juega actualmente en el Club Atlético Juventud  de la Primera División de Uruguay.

## Trayectoria
Debutó en la máxima categoría uruguaya el 30 de agosto de 2014, en el Gran Parque Central ante El Tanque Sisley, ingresó al minuto 30 debido a una lesión de Rafael García, partido donde perdieron por un marcador de 1-2. Jugó su primer encuentro con 21 años y 112 días.
En la fecha siguiente, el 7 de septiembre, fue titular contra River Plate en el Estadio Centenario y el encuentro lo ganaron por un marcador de 3-0. Nacional finalizó el Torneo de Apertura 2014 en primer lugar, significó el primer título para José Manuel Ajá, que estuvo presente en tres partidos.
El 5 de febrero de 2015, debutó a nivel internacional, en la ronda previa de la Copa Libertadores, se enfrentaron a Palestino y perdieron por un gol a cero. En la revancha, ganó el bolso, pero debido al gol de visitante, fueron los chilenos los que ingresaron a la fase de grupos.
El 12 de agosto de 2015 anotó su primer gol oficial, fue en el partido de ida de la primera ronda de la Copa Sudamericana 2015, contra el club Oriente Petrolero de Bolivia, encuentro que finalizó 3 a 0. En la vuelta empataron sin goles, por lo que clasificaron a la siguiente instancia. Luego, fueron eliminados por Independiente de Santa Fe, tras un global de 2 a 1.
En el plano local, jugó 4 partidos del Torneo Apertura de 2015, instancia en la que obtuvieron el segundo lugar. El 2 de febrero de 2016, pasó a Racing de Montevideo a préstamo, debido a que no iba a ser considerado en Nacional.
Debutó con su nuevo club el 7 de febrero, como titular contra El Tanque Sisley, equipo al que derrotaron 2 a 0. En la fecha 4, se enfrentaron a Sud América, donde comenzaron cayendo por 2-0. Finalmente anotó su primer gol con Racing, lo que permitió el empate definitivo 2-2.
Con los cerveceros, se afianzó en la zaga, jugó 12 partidos como titular y convirtió 2 goles, logrando zafar del descenso en la última fecha del campeonato. El 27 de junio, se integró a los entrenamientos de pretemporada de Nacional, una vez finalizada su cesión en Racing.
Fue cedido nuevamente, el 6 de julio de 2016 se llegó a un acuerdo para ser parte del Orlando City y jugar en la Major League Soccer. Debutó con su nuevo equipo el 14 de agosto, ingresó al minuto 56 por Tommy Redding, se enfrentó a Chicago Fire y empataron 2 a 2. Convenció al entrenador Jason Kreis y fue titular en cada partido siguiente. El 19 de diciembre de 2016, Nacional comunicó que el club norteamericano utilizó la opción de compra del 50% de su ficha, a cambio de US$ 250.000. Luego firmó un nuevo contrato por 4 años.
El 13 de enero de 2018 llega como nuevo refuerzo del Vancouver Whitecaps de la MLS, donde disputó prácticamente la mitad de temporada como titular, anotando su único gol en la liga ante el Houston Dynamo en el empate 2-2 como local en el Estadio BC Place de Vancouver. Sin embargo sufre una lesión muscular que lo dejó fuera gran parte de la última ronda del torneo.
Tras no ser considerado en el Vancouver Whitecaps tras su lesión, parte a préstamo a la Unión Española de Chile, donde arriba en enero de 2019. Con los hispanos logra regularidad durante toda la temporada 2019. Su debut en el club chileno fue por Copa Sudamericana, donde se enfrentaron ante Mushuc Runa de Ecuador, quien debutaba en torneos internacionales aquel año. El único gol con los rojos lo convirtió en el encuentro de vuelta de aquella llave, cuando igualaron 1-1 en Ecuador y donde Unión Española se llevó la clasificación desde lanzamientos penales. Finalmente los hispanos serían eliminados la siguiente ronda tras caer por un global de 6-0 ante Sporting Cristal. Tras su paso por el ámbito internacional, el club en la medianía de la tabla sin lograr meterse en torneos internacionales para el año siguiente. 
El 14 de febrero de 2020, fichó por el Minnesota United y volvió a la Major League Soccer. Con los loons se mantuvo durante la temporada 2020, anotando un gol ante Chicago Fire en el empate 2-2 en Allianz Field.
El 2 de marzo de 2021 es presentado como nuevo refuerzo de Santiago Wanderers, de la Primera División de Chile. Con los caturros, llegó a dos goles jugando buena parte del torneo, sin embargo la pésima campaña del cuadro de Valparaíso quienes lograron tan solo dos puntos en la primera rueda, los llevó irremediablemente a descender a la Primera B, a pesar de esto se ganó el cariño de los hinchas por su entrega pese a los malos resultados.
Tras su salida del equipo chileno, llegó hasta River Plate de Uruguay en marzo de 2022. Con los darseneros logró regularidad disputando nuevamente la Copa Sudamericana y el Campeonato Uruguayo. En el torneo internacional River Plate logró imponerse a Liverpool en la fase previa, clasificándose a la fase de grupo donde quedaría eliminados tras terminar en la cuarta ubicación del Grupo B.
El 25 de junio de 2022 llega a Independiente Santa Fe de Colombia, tras solo seis meses en el fútbol uruguayo. Con los albirrojos anotó su primer gol ante el América de Cali consiguiendo el empate 1-1 como local en el Estadio Nemesio Camacho El Campín.

## Estadísticas
Actualizado al 14 de agosto de 2022.
| Club                                                                                            | Div.          | Temporada     | Liga  | Liga  | Copas Nacionales | Copas Nacionales | Torneos Internacionales | Torneos Internacionales | Total( 3) | Total( 3) |
| Club                                                                                            | Div.          | Temporada     | Part. | Goles | Part.            | Goles            | Part.                   | Goles                   | Part.     | Goles     |
| ----------------------------------------------------------------------------------------------- | ------------- | ------------- | ----- | ----- | ---------------- | ---------------- | ----------------------- | ----------------------- | --------- | --------- |
| Nacional · Uruguay                                                                              | 1.ª           | 2014-15       | 6     | 0     | —                | —                | 2                       | 0                       | 8         | 0         |
| Nacional · Uruguay                                                                              | 1.ª           | 2015-16       | 4     | 0     | —                | —                | 3                       | 1                       | 7         | 1         |
| Nacional · Uruguay                                                                              | Total club    | Total club    | 10    | 0     | 0                | 0                | 5                       | 1                       | 15        | 1         |
| Racing · Uruguay                                                                                | 1.ª           | 2015/16       | 12    | 2     | —                | —                | —                       | —                       | 12        | 2         |
| Racing · Uruguay                                                                                | Total club    | Total club    | 12    | 2     | 0                | 0                | 0                       | 0                       | 12        | 2         |
| Orlando City Estados Unidos                                                                     | 1.ª           | 2016          | 10    | 0     | —                | —                | —                       | —                       | 10        | 0         |
| Orlando City Estados Unidos                                                                     | 1.ª           | 2017          | 15    | 0     | —                | —                | —                       | —                       | 15        | 0         |
| Orlando City Estados Unidos                                                                     | Total club    | Total club    | 25    | 0     | 0                | 0                | 0                       | 0                       | 25        | 0         |
| Vancouver Whitecaps · Canadá                                                                    | 1.ª           | 2018          | 23    | 1     | —                | —                | —                       | —                       | 23        | 1         |
| Vancouver Whitecaps · Canadá                                                                    | Total club    | Total club    | 23    | 1     | 0                | 0                | 0                       | 0                       | 23        | 1         |
| Unión Española · Chile                                                                          | 1.ª           | 2019          | 21    | 0     | 6                | 0                | 3                       | 1                       | 30        | 1         |
| Unión Española · Chile                                                                          | Total club    | Total club    | 21    | 0     | 6                | 0                | 3                       | 1                       | 30        | 1         |
| Minnesota United Estados Unidos                                                                 | 1.ª           | 2020          | 16    | 1     | 1                | 0                | 0                       | 0                       | 0         | 0         |
| Minnesota United Estados Unidos                                                                 | Total club    | Total club    | 16    | 1     | 1                | 0                | 0                       | 0                       | 16        | 1         |
| Santiago Wanderers · Chile                                                                      | 1.ª           | 2021          | 20    | 2     | —                | —                | —                       | —                       | 20        | 2         |
| Santiago Wanderers · Chile                                                                      | Total club    | Total club    | 20    | 2     | 0                | 0                | 0                       | 0                       | 20        | 2         |
| River Plate · Uruguay                                                                           | 1.ª           | 2022          | 17    | 1     | —                | —                | 8                       | 0                       | 17        | 1         |
| River Plate · Uruguay                                                                           | Total club    | Total club    | 17    | 1     | 0                | 0                | 8                       | 0                       | 26        | 1         |
| Independiente Santa Fe · Colombia                                                               | 1.ª           | 2022          | 10    | 1     | —                | —                | —                       | —                       | 7         | 1         |
| Independiente Santa Fe · Colombia                                                               | Total club    | Total club    | 7     | 1     | 0                | 0                | 0                       | 0                       | 7         | 1         |
| Total carrera                                                                                   | Total carrera | Total carrera | 151   | 8     | 7                | 0                | 16                      | 2                       | 175       | 10        |
| (1)Incluidos los datos de la Copa Libertadores ( 2015) y Copa Sudamericana ( 2015, 2019 y 2022) |               |               |       |       |                  |                  |                         |                         |           |           |

## Palmarés

### Títulos nacionales
| Título              | Club                | País    | Año  |
| ------------------- | ------------------- | ------- | ---- |
| Torneo Apertura     | Nacional de Uruguay | Uruguay | 2014 |
| Campeonato Uruguayo | Nacional de Uruguay | Uruguay | 2015 |
| Campeonato Uruguayo | Nacional de Uruguay | Uruguay | 2016 |
| Torneo Intermedio   | Nacional de Uruguay | Uruguay | 2017 |

### Otras distinciones
- Campeonato Uruguayo de Tercera División (3): 2012/13, 2013/14, 2014/15
- Copa Bandes: 2016